# Zoosarkofagi
Zoosarkofagi (gr. zoosarcophaga) – grupa nekrofagów, owady i inne zwierzęta, odżywiające się nieżywym, lecz nie rozkładającym się pokarmem zwierzęcym, np. chrząszcze należące do rodziny biegaczowatych (Carabidae). Granica między zoosarkofagami a drapieżnikami jest nieostra.
W odróżnieniu do zoosaprofagów zoosarcopagi odżywiają się nieżywym, lecz nie rozkładającym się pokarmem zwierzęcym. Zoosaprofagi odżywiają się rozkładającym się pokarmem zwierzęcym.